# 納吉爾涅 (列尼區)
45°25′50″N 28°26′55″E / 45.43056°N 28.44861°E
納希爾內（烏克蘭語：Нагірне）是位於烏克蘭西南部的村莊，由敖德萨州伊茲梅爾區的雷尼市鎮負責管轄。該村始建於1812年，面積3.75平方公里，海拔高度26米，2001年人口2,611，人口密度每平方公里696.27人。